# آيت أيوب (تالزمت)
آيت أيوب هي إحدى مشيخات المملكة المغربية، تتبع جغرافيا لإقليم بولمان وإداريًا لتالزمت. يقدر عدد سكانها بـ 1273 نسمة حسب الإحصاء الرسمي للسكان والسكنى لسنة 2004.